# Dix-huitième circonscription de Budapest
La dix-huitième circonscription de Budapest est l'une des dix-huit circonscriptions électorales de la capitale hongroise. Elle a été créée lors du redécoupage électoral de 2011 puis est devenue effective lors des élections législatives hongroises de 2014.

## Description géographique et démographique
La circonscription englobe l'intégralité du 22e arrondissement ainsi qu'une partie du 11e arrondissement, à savoir les quartiers Kőérberek, Kelenvölgy, Kamaraerdő, Albertfalva, Budafok et la moitié de Kelenföld.
Selon le recensement de 2011, elle compte 101 320 habitants dont 85 252 adultes (47 189 hommes et 54 131 femmes).

## Députés
Pour accéder à la liste des députés et aux résultats de la première circonscription entre 1990 et 2011, voir l'article sur les anciennes circonscriptions de Budapest.